# Stoszowice-Kolonia
Stoszowice-Kolonia est une localité polonaise de la gmina de Stoszowice, située dans le powiat de Ząbkowice Śląskie en voïvodie de Basse-Silésie.